# Olympische Sommerspiele 2020/Teilnehmer (Sudan)
| Gelbes Symbol für Goldmedaillen mit stilisierten Olympischen Ringen | Graues Symbol für Silbermedaillen mit stilisierten Olympischen Ringen | Braundes Symbol für Bronzemedaillen mit stilisierten Olympischen Ringen |
| ------------------------------------------------------------------- | --------------------------------------------------------------------- | ----------------------------------------------------------------------- |
| —                                                                   | —                                                                     | —                                                                       |

Sudan nahm an den Olympischen Spielen 2020 in Tokio mit fünf Sportlern in vier Sportarten teil. Es war die insgesamt 13. Teilnahme an Olympischen Sommerspielen.

## Teilnehmer nach Sportarten

### Judo
| Athleten            | Wettbewerb | 1. Runde   | 1. Runde | 2. Runde      | 2. Runde      | Achtelfinale  | Achtelfinale  | Viertelfinale | Viertelfinale | Halbfinale / Trostrunde | Halbfinale / Trostrunde | Finale / Platz 3 | Finale / Platz 3 | Rang |
| Athleten            | Wettbewerb | Gegner     | Ergebnis | Gegner        | Ergebnis      | Gegner        | Ergebnis      | Gegner        | Ergebnis      | Gegner                  | Ergebnis                | Gegner           | Ergebnis         | Rang |
| ------------------- | ---------- | ---------- | -------- | ------------- | ------------- | ------------- | ------------- | ------------- | ------------- | ----------------------- | ----------------------- | ---------------- | ---------------- | ---- |
| Männer              |            |            |          |               |               |               |               |               |               |                         |                         |                  |                  |      |
| Mohamed Abdalrasool | bis 73 kg  | F. Nourine | DNS      | ausgeschieden | ausgeschieden | ausgeschieden | ausgeschieden | ausgeschieden | ausgeschieden | ausgeschieden           | ausgeschieden           | ausgeschieden    | ausgeschieden    | –    |

### Leichtathletik
Laufen und Gehen 
| Athleten    | Wettbewerb | Runde 1 | Runde 1 | Halbfinale    | Halbfinale    | Finale        | Finale        | Rang          |
| Athleten    | Wettbewerb | Zeit    | Rang    | Zeit          | Rang          | Zeit          | Rang          | Rang          |
| ----------- | ---------- | ------- | ------- | ------------- | ------------- | ------------- | ------------- | ------------- |
| Männer      |            |         |         |               |               |               |               |               |
| Sadam Koumi | 400 m      | 46,26 s | 5       | ausgeschieden | ausgeschieden | ausgeschieden | ausgeschieden | ausgeschieden |

### Rudern
| Athleten      | Wettbewerb | Vorlauf      | Vorlauf | Vorlauf       | Hoffnungslauf | Hoffnungslauf | Hoffnungslauf  | Viertelfinale | Viertelfinale | Viertelfinale | Halbfinale   | Halbfinale | Halbfinale    | Finale       | Finale | Rang |
| Athleten      | Wettbewerb | Zeit         | Platz   | Qualifikation | Zeit          | Platz         | Qualifikation  | Zeit          | Platz         | Qualifikation | Zeit         | Platz      | Qualifikation | Zeit         | Platz  | Rang |
| ------------- | ---------- | ------------ | ------- | ------------- | ------------- | ------------- | -------------- | ------------- | ------------- | ------------- | ------------ | ---------- | ------------- | ------------ | ------ | ---- |
| Frauen        |            |              |         |               |               |               |                |               |               |               |              |            |               |              |        |      |
| Esraa Khogali | Einer      | 10:18,27 min | 6       | Hoffnungslauf | 10:25,94 min  | 5             | Halbfinale E/F | –             | –             | –             | 10:23,52 min | 4          | Finale F      | 10:05,32 min | 2      | 32   |

### Schwimmen
| Athleten       | Wettbewerb    | Vorlauf     | Vorlauf | Halbfinale    | Halbfinale    | Finale        | Finale        | Rang |
| Athleten       | Wettbewerb    | Zeit        | Rang    | Zeit          | Rang          | Zeit          | Rang          | Rang |
| -------------- | ------------- | ----------- | ------- | ------------- | ------------- | ------------- | ------------- | ---- |
| Frauen         |               |             |         |               |               |               |               |      |
| Haneen Ibrahim | 50 m Freistil | 34,49 s     | 80      | ausgeschieden | ausgeschieden | ausgeschieden | ausgeschieden | 80   |
| Männer         |               |             |         |               |               |               |               |      |
| Abobakr Abass  | 100 m Brust   | 1:04,46 min | 45      | ausgeschieden | ausgeschieden | ausgeschieden | ausgeschieden | 45   |